# 童軍手號及敬禮

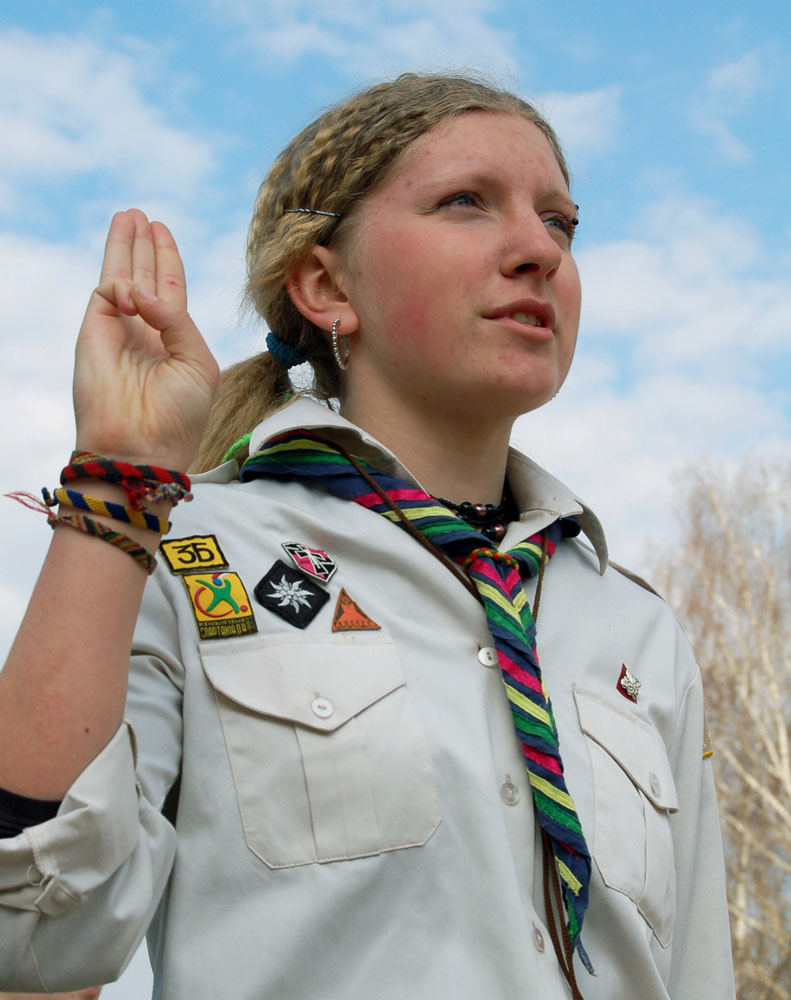
來自普拉斯特烏克蘭國家童軍組織的烏克蘭女童軍做出童軍敬禮。

童軍敬禮或三指敬禮（英語：three-finger salute）適用於全球童軍與女童軍組織成員，當一名童軍要向另一名童軍致敬，或在典禮中向國旗致敬時使用。在大多數狀況下，敬禮方式為舉起右手，掌心朝外，拇指壓住小指，指尖觸碰到眉毛。在各國童軍組織，或是在其內部各階段，會有不同的敬禮方式。
在特定情形下，會使用一種半完成的敬禮（半禮），也稱為童軍手號；敬禮時，仍然是掌心朝外，拇指仍然壓住小指，但手則舉到與肩部同高。

## 三指的意義

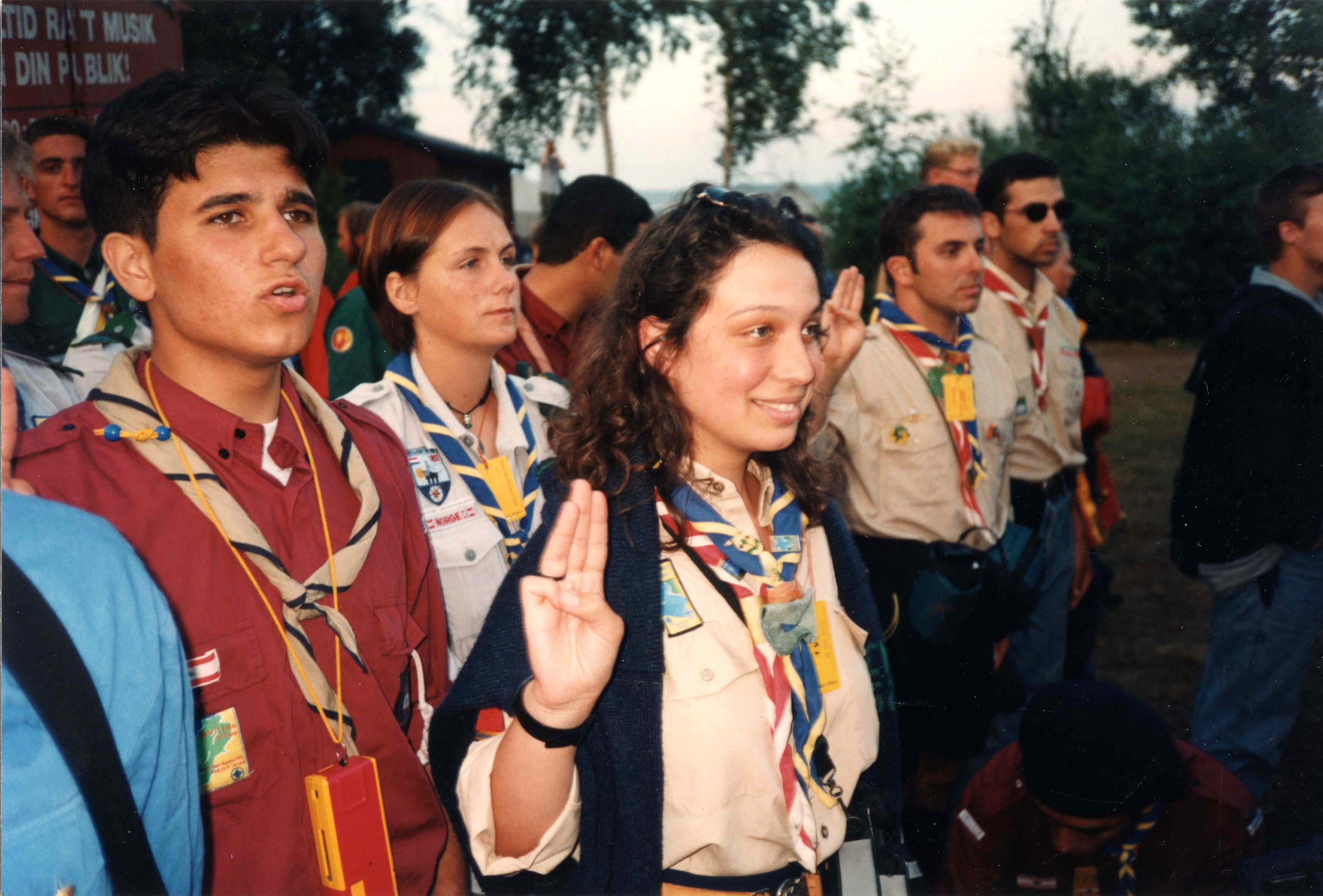
童軍使用三指敬禮為童軍手號。

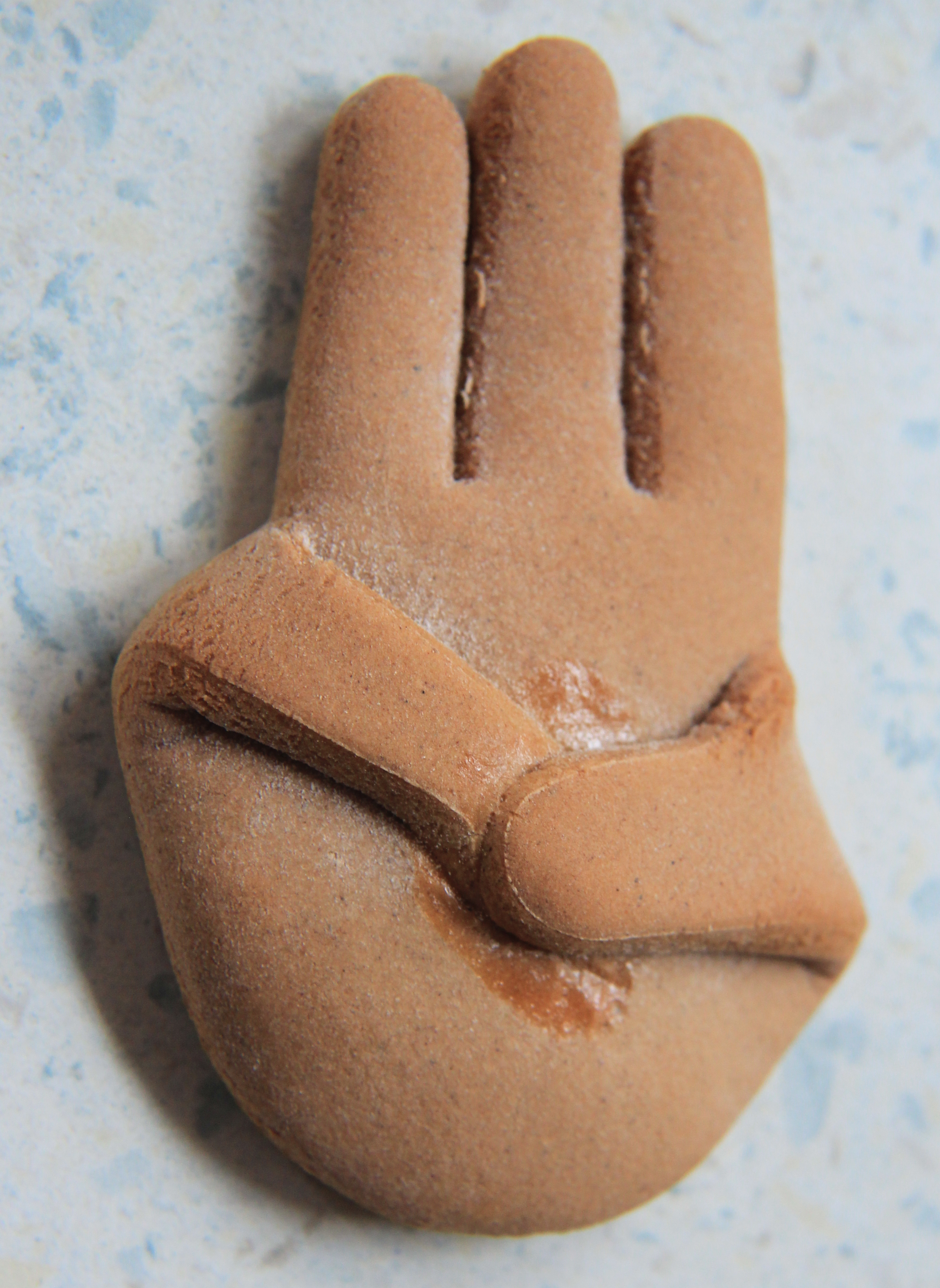
以三指手號為形狀的聖誕節餅乾。

在《童軍警探》書中，羅伯特·貝登堡為童軍選擇三指敬禮，用意在表現童軍諾言中的3個面向：
1. 榮耀神與國家；
2. 幫助他人；
3. 遵守童軍規律[1]。

當初，貝登堡打算在兩名童軍第一次見面時，使用「秘密手號」，也就是半完成的敬禮方式來為彼此致敬，不管彼此認不認識。巡邏隊長、軍校校長或武裝部隊成員等軍警官才是使用完整的敬禮方式。
完整敬禮的方式也可以適用於升英國國旗、演奏國歌或葬禮。

### 幼童軍的二指敬禮
幼童軍階段可以使用二指敬禮，依照其所屬的各國童軍組織而定。此敬禮方式也表現出幼童軍規律的2條規則。在《幼童軍手冊》中，貝登堡寫道：「為何是二指呢？好的，你知道狼的頭部看起來就是兩隻耳朵豎起來的模樣。幼童軍的布章也是使用這樣的形象。你敬禮中的兩隻手指就是狼的兩隻耳朵。」在二指敬禮時使用的是右手。